# المحيط الأطلسي الشمالي
المحيط الأطلسي الشمالي هو محيط يعد جزءا من المحيط الأطلسي الذي يعد ثاني أكبر محيط في العالم بعد المحيط الهادئ. يعد المحيط الأطلسي الشمالي أكثر مسطح مائي تتم من خلاله حركة نقل البضائع والتجارة وصيد الأسماك بسبب موقعه الجغرافي الذي يجعل غالبية الدول الاقتصادية تطل عليه مثل الولايات المتحدة الأمريكية والمملكة المتحدة وفرنسا وكندا وغيرها من الدول. يمتد المحيط الأطلسي الشمالي بين قارتي أوروبا وأمريكا الشمالية.
جميع الدول التي تطل على هذا المحيط تقريبا هي دول ضمن منظمة حلف شمال الأطلسي أو الناتو، ويكمن سبب تسمية هذه المنظمة بهذا الإسم هو لأنها شمل غالبية الدول المطلة على المحيط الأطلسي الشمالي وقت إنشائها.
يعد المحيط الأطلسي الشمالي مصدر الحرارة الرئيسي للمحيط المتجمد الشمالي وذلك عن طريق تيار الأطلسي الشمالي.